# Списък с епизоди на „Кобра Кай“
Списък с епизоди на сериала „Кобра Кай“

## Списък с епизоди (Сезон 1)
| Номер | Име                    | Сюжет | Дата на пускане |
| ----- | ---------------------- | --- | --------------- |
| 1     | „Ace Degenerate“       | Джони Лорънс е пияница, често е без доходи и търси безуспешно смисъл в живота. Един ден в съседния апартамент се нанася Мигел Диаз. Първоначално Джони го смята за тъпак, но след като го спасява от побойници и разбира колко добре живее бившия му враг-Даниел, решава да го обучи на карате, отваряйки отново Кобра Кай. |                 |
| 2     | „Strike First“         | Първите уроци на Мигел започват. Междувременно той отива на училище, където се запознава с Димитри и Илай-зубъри, избягвани от популярните деца, както и с Аиша-едро момиче, поемащо подигравки, поради това. Разбира също, че момчето, нападнало го с останалите побойници, е приятел на момичето, което той харесва-Саманта ЛаРусо. Даниел пък разбира за доджото на Джони и прави всичко по силите си да го спре.                                                                                            |                 |
| 3     | „Esqueleto“            | Идва Хелоуин, а с него и балът в училище. Мигел се облича като скелет, по препоръка на Джони. Обучението му върви добре, но не е достатъчно, за да победи Кайлър и побойниците. Те го пребиват и майка му забранява на Джони да се виждат повече. |                 |
| 4     | „Cobra Kai Never Dies“ | Джони, ядосан за Мигел, рисува пенис на един от билбордовете на ЛаРусо, което вбесява Даниел. Той си мисли, че злосторникът е неговият конкурент в бизнеса-Том. След много молби Мигел продължава обучението си при Джони. |                 |
| 5     | „Counterbalance“       | Кобра Кай получава нов ученик-Аиша, на която ѝ е омръзнало да ѝ се подиграват. Междувременно Саманта разбира, че приятелят ѝ е побойник и къса с него. Той обаче я злепоставя пред класа за отмъщение, казвайки противни лъжи за нея. Мигел, вече готов за битка, се сбива с Кайлър и го побеждава. |                 |
| 6     | „Quiver“               | Нови учиници се присъединяват към Кобра Кай след битката в училището на Мигел. Някои обаче напускат, поради лошото държание на сенсея си. Димитри също го прави. Илай е на път да го направи, но вместо това си сменя цвета на косата в син и си прави нестандартна прическа. Така получава уважение от страна на Джони. Синът на Джони-Роби, който изключително много го мрази, се записва на работа при Даниел, за да го дразни.                                                                              |                 |
| 7     | „All Valley“           | Наближава турнир по карате и Джони смята да участва, обаче доджото има доживотна забрана за участие, поради насилие в миналото. Джони обаче се бори, докато не му бъде позволено участието. Мигел и Саманта отиват на среща и стават гаджета. Роби започва обучение при Даннел по карате и това променя живота му. |                 |
| 8     | „Molting“              | Джони подготвя учениците си за турнира. Даниел пък показва на Роби същността на каратето и баланса. Братовчедът на Даниел-Луи обаче иска мъст за билборда, затова подпалва колата на Джони. Сам се запознава с Роби и стават приятели. |                 |
| 9     | „Different But Same“   | Джони отива, ядосан, при Даниел, търсейки нова кола. След като Даниел му я дава, те карат заедно, пият по едно в бара и осъзнават, че враждата между тях е безсмислена. Кобра Кай организира купон на плажа и Мигел очаква приятелката му да се появи. Пиян и безрасъден, той я забелязва да пристига с Роби. Удря го без да се замисля, но неволно бута Сам. Късат. Джони осъзнава тайните, крити досега, а именно, че Мигел ходи с дъщерята на врага му, а синът му се обучава при него. Скарват се отново... |                 |
| 10    | „Mercy“                | Турнирът идва. Мигел стига до финала и се изправя срещу Роби. Роби обаче има разместено рамо, тъй като Илай, по прякор Хоук, го е ударил в гръб нечестно.След дълга битка Мигел надделява и печели турнира. Роби не желае да говори с баща си и си тръгва с учителя си. Мигел се оглежда за Сам, но тя окончателно го е напуснала. Джони се връща в доджото си, но скоро осъзнава, че не е сам...неговият стар сенсей Джон Крийз се е завърнал, въпреки че всички да са го смятали за мъртъв...                 |                 |

## Списък с епизоди (Сезон 2)
| Номер | Име                   | Сюжет | Дата на пускане |
| ----- | --------------------- | --- | --------------- |
| 1     | „Mercy Part II“       | След турнира по карате Кобра Кай празнува победата на Мигел, освен той самия. Тъжен е след раздялата си със Сам. През това време Джони се вижда със стария си сенсей, когото е смятал за мъртъв-Крийз. Даниел от своя страна приготвя доджото на г-н Мияги за употреба. | 24 април, 2019  |
| 2     | „Back In Black“       | Даниел и Джони започват уроци по карате с нови ученици, а и с нови учители. Крийз вече преподава с Джони в Кобра Кай, а Саманта се присъединява към Мияги-До. Започват нестандартни тренировки като заливане на цимент и пазене на равновесие. | 24 април, 2019  |
| 3     | „Fire and Ice“        | След като Даниел придобива популярност покрай доджото си, Джони решава да действа като прави нови и нови реклами на Кобра Кай. Мияги-До се опитват за представление в близкия панаир, но кобрите на Лорънс бързо завладяват публиката и сцената. | 24 април, 2019  |
| 4     | „The moment of Truth“ | След представлението с Кобра Кай печели много нови ученици, сред които са едър мъж на средна възраст и буйна тийнейджърка на име Тори. Двете със Сам веднага стават врагове, тъй като дъщерята на Даниел не одобрява лошото държание на Тори. С това и Роби и Мигел увилачават враждата си. | 24 април, 2019  |
| 5     | „All In“              | Димитри решава, че е крайно време да се присъедини към Кобра Кай, но бързо разбира, че насилието не е за него. Отива в Мияги-До. Хоук, който си сменя цвета на косата от син в червен, не одобрява постъпката му и бързо се сбива с него. Роби и Сам обаче го защитават. След борбата приятелката на Хоук го зарязва, защото се е превърнал в побойник. Търсещ отмъщение и подтикнат от Крийз, той разрушава Мияги-До заедно с приятелите си от Коба Кай. | 24 април, 2019  |
| 6     | „Take a Right“        | След постъпката на Хоук много ученици напускат Кобра Кай и отиват в Мияги-До. Роби и Сам вече са гаджета, както и Мигел и Тори. Джони се оттегля замалко, за да се срещне със старите си приятели от детството. Крийз се възползва от отсъствието му и учи учениците си на злоба и нечестна игра. | 24 април, 2019  |
| 7     | „Lull“                | Джони и Крийз решават, че е време да заведат учениците си в горска среда, където да ги разделят на отбори и да тестват уменията им за оцеляване. Мигел отново побеждава, като отнема медала от войната на г-н Мияги, който Хоук е откраднал. През това време учениците на Даниел се упражняват в кръг да се защитават и развиват сетивата си. | 24 април1 2019  |
| 8     | „Glory of Love“       | Джони, търсещ любовта, си изтегля приложение за запознанства. Децата също не остават по-назад. Роби и Сам случайно се озовават на кънките, където са и Мигел и Тори. Тяхното неразбирателство води до поредния двубой. Тори, макар и да го започва тя, се показва като жертва, и пропъждат другата двойка от залата. Сенсей Лорънс осъзнава какво върши Крийз и го отпраща от доджото завинаги. | 24 април, 2019  |
| 9     | „Pulpo“               | Джони решава, че иска истинска връзка и се среща с майката на Мигел. В ресторанта, където отсядат обаче, се оказват и семейство ЛаРусо. Така двойната среща става още по-интересна. Двамата врагове за малко стопяват адовете помежду си. През това време Мун организира парти, като поканва Кобра Кай и Мияги-До, за да ги сплоти. Това обаче не свършва добре. Започва още един спор, който обаче е предотвратен от полицията, която нахлува на пратито и го прекратява. Малко преди края пияните Мигел и Сам се целуват, разкривайки тайната си пред Тори. | 24 април, 2019  |
| 10    | „No Mercy“            | Първият ден в училище. Всички се готвят за него. След купона на Мун Джони и Даниел отново се скарват, тъй като Сам и Роби спят у Лорънс. По време на един от часовете Тори обявява война на Сам, търсейки отмъщение за видяното предната нощ. В междучасието двете момичета се сбиват. Роби и Мигел също, тъй като Роби не търпи мисълта за изневярата. Двете доджота решават да приключат битката, която отдавна са започнали в един смъртоносен сблъсък. Той обаче е фатален за Мигел, който въпреки да показва милост, е бутнат от втория етаж на училището от врага си. Момчето бързо влиза в болница и майка му отказва да се среща повече с Джони. Той отново става пияница, загубил смисъл в живота си. Особено когато Крийз купува доджото под носа му и го изхвърля от него, оставяки го без нищо на този свят... | 24 април, 2019  |